# دیر زعفران

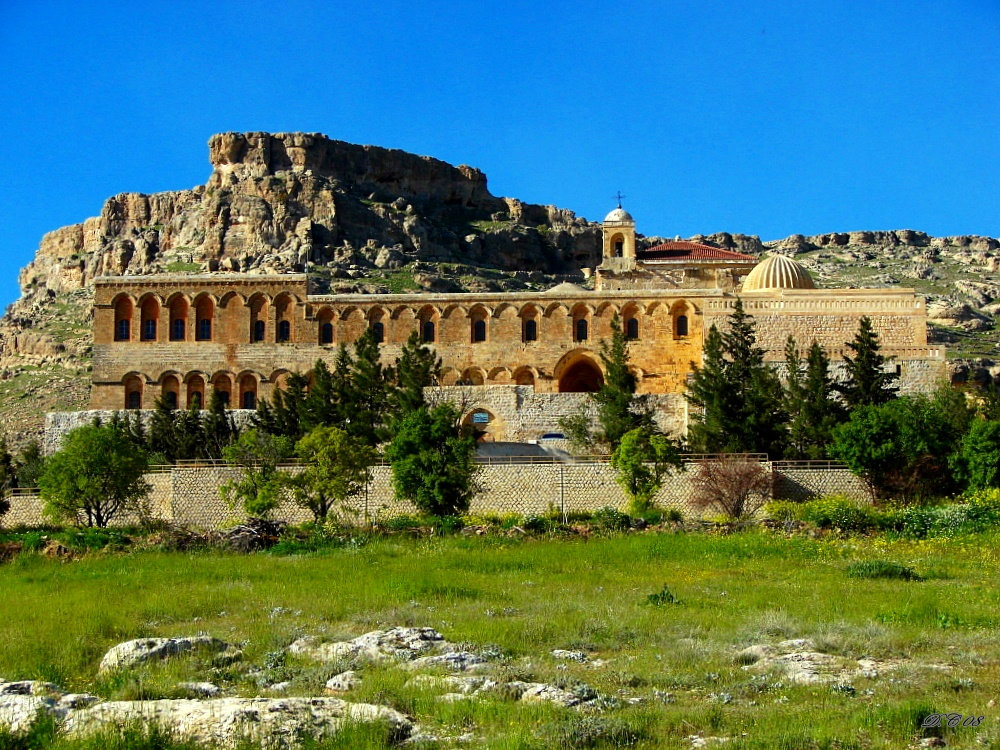
تصویری از پرستشگاه

دیر زعفران صومعه‌ای است در نزدیکی شهر ماردین ترکیه و در منطقهٔ طور عبدین قرار دارد. این صومعه از نظر کلیسای ارتدکس سریانی مقدس است.

## نام‌گذاری
نام رسمی این صومعه مور هانانیا است. به افتخار مور هانانیا که این صومعه را در ۷۹۳ میلادی بازسازی کرد، نام او بر این مکان گذاشته شد. همچنین این صومعه در زبان‌های محلی به دیر زعفران مشهور است. این نام برگرفته از رنگ گرم سنگ‌های صومعه است که مانند زعفرانند.

## نام در زبان‌های گوناگون
- انگلیسی: Saffron Monastery
- ترکی: Deyrülzafaran
- عربی: دیر الزعفران
- سریانی: ܕܝܪܐ ܕܟܘܪܟܡܐ دیر مار حانانیا

## پیشینه
این مکان در ابتدا معبدی برای پرستش شمش خدای خورشید آشوریان بوده است. رومیان آن را به قلعه‌ای نظامی تبدیل کردند. پس از خروج رومیان از این قلعه در سال ۴۹۳ میلادی این بنا به صومعه تبدیل شد. در سال ۷۹۳ میلادی اسقف اعظم ماردین این بنا را بازسازی کرد. پاتریارک کلیسای ارتدکس سریانی از ۱۱۶۰ تا ۱۹۳۲ در دیر زعفران بود و سپس به حمص جابجا شد.

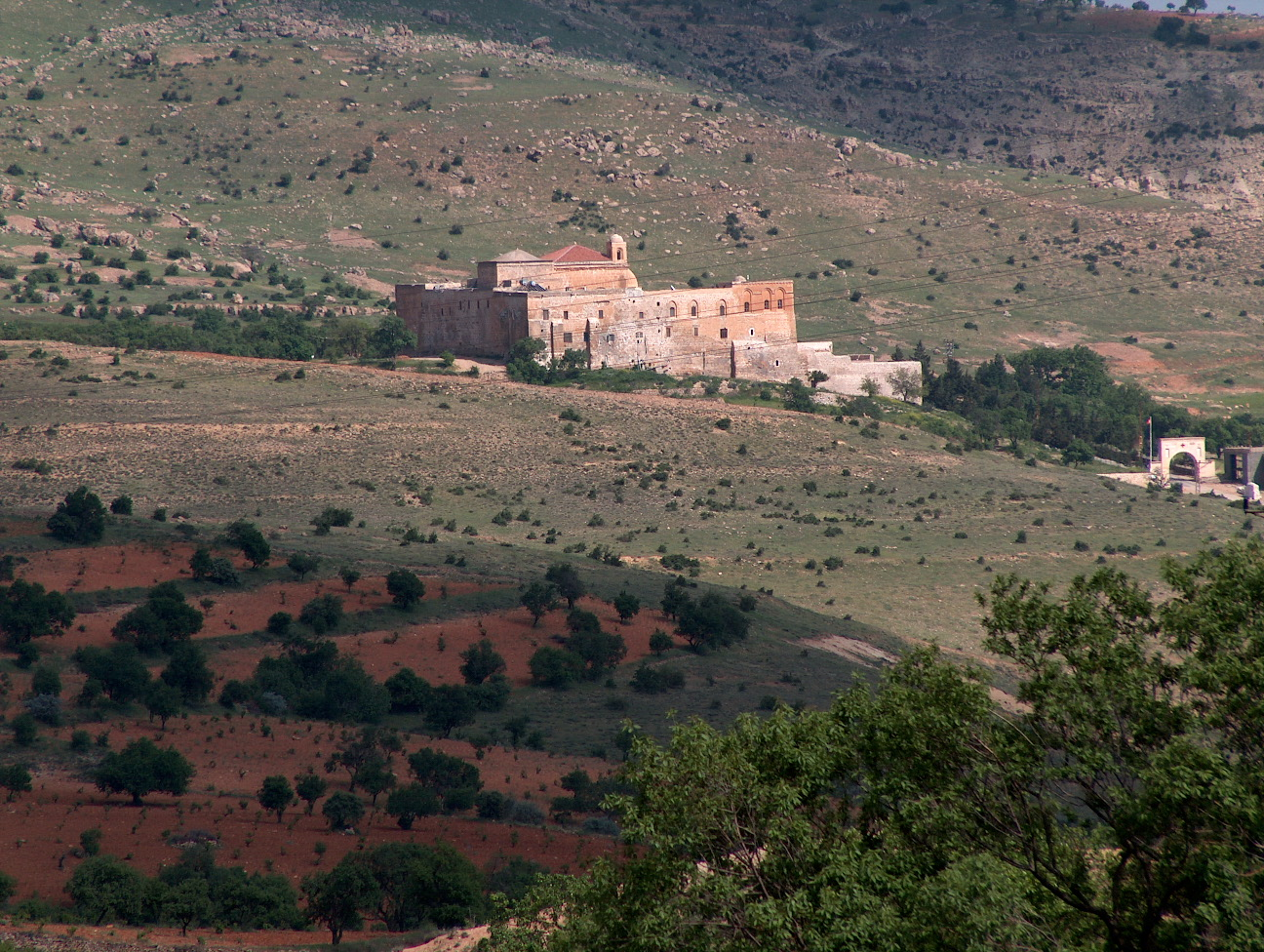
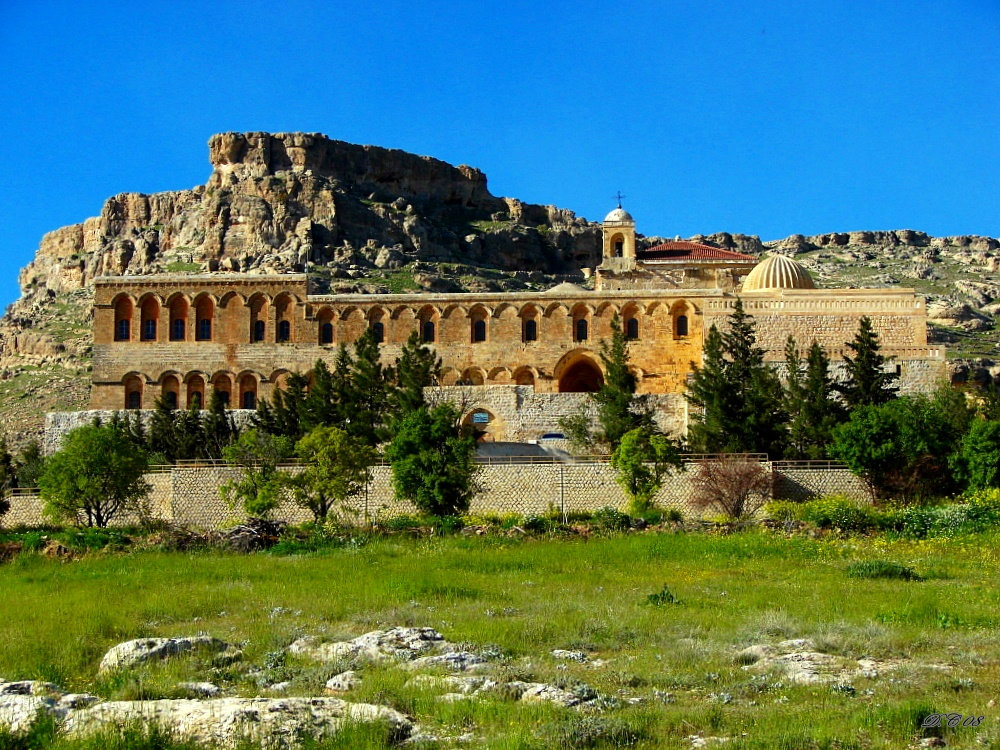
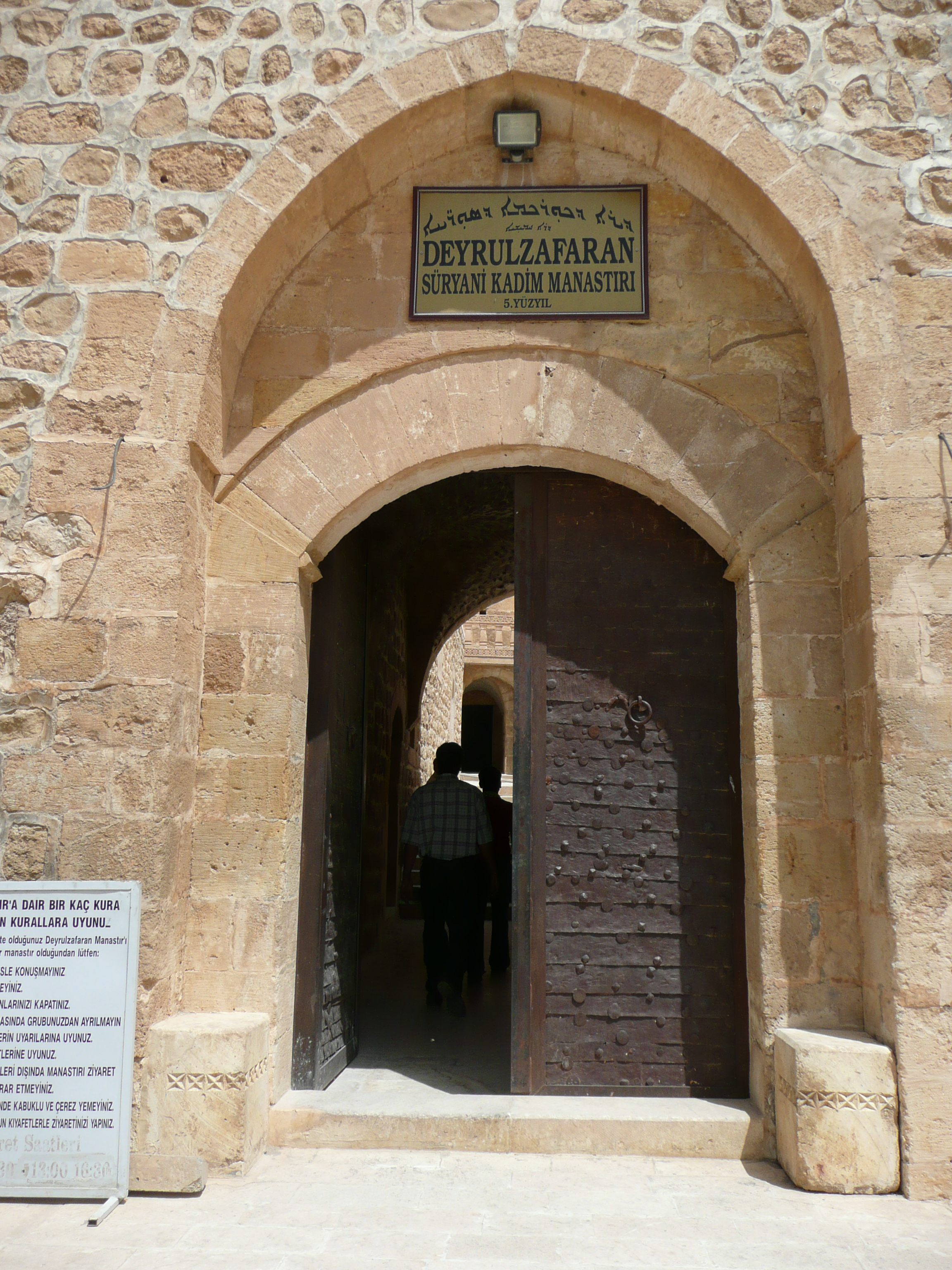

## گستره
این صومعه دارای ۳۶۵ اتاق است. این تعداد برگرفته از تعداد روزهای یک سال شمسی است.